# Wuling E10
Wuling E10 – elektryczny dostawczy mikrosamochód produkowany pod chińską marką Wuling od 2022 roku.

## Historia i opis modelu

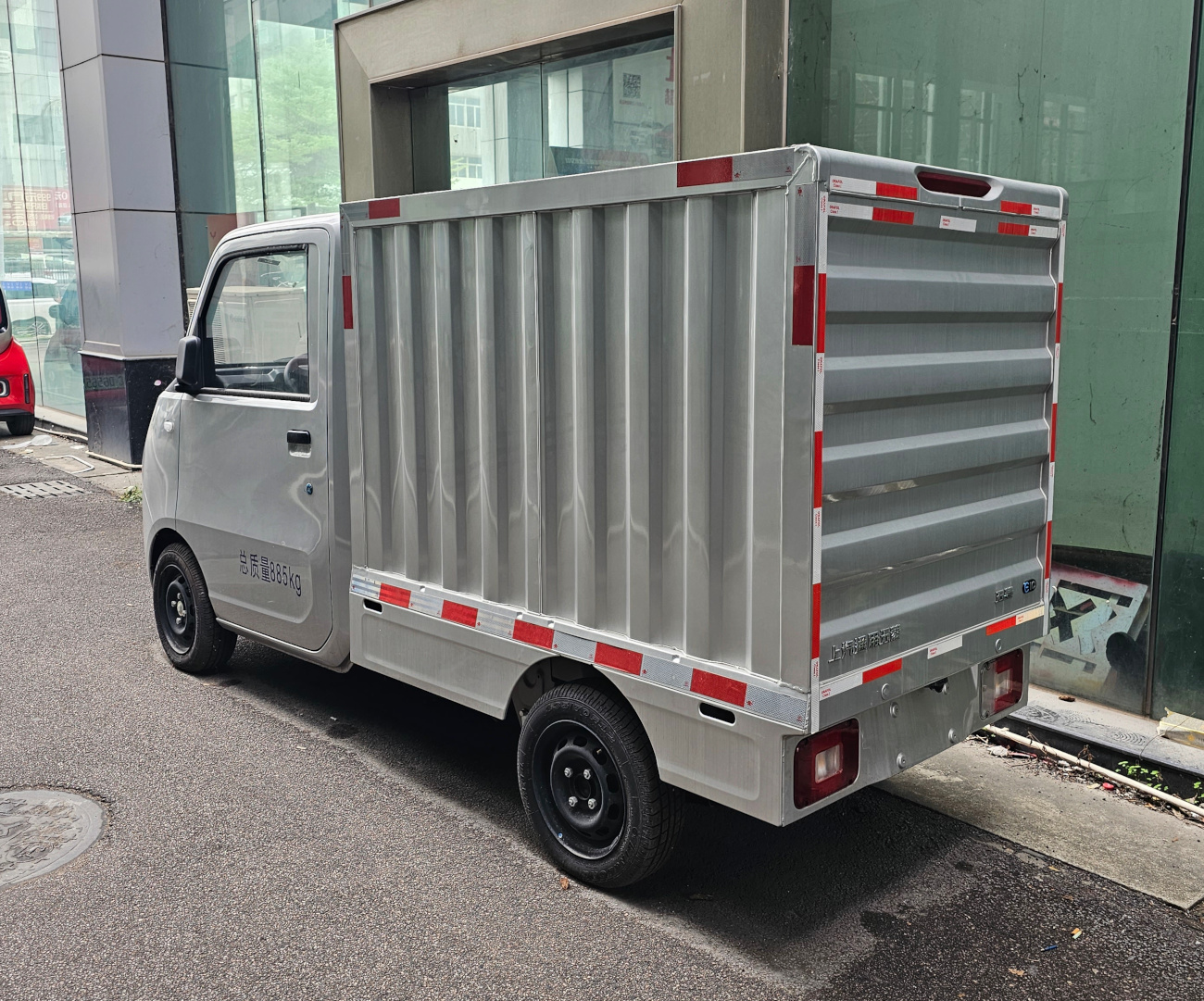
Wuling E10 - tył

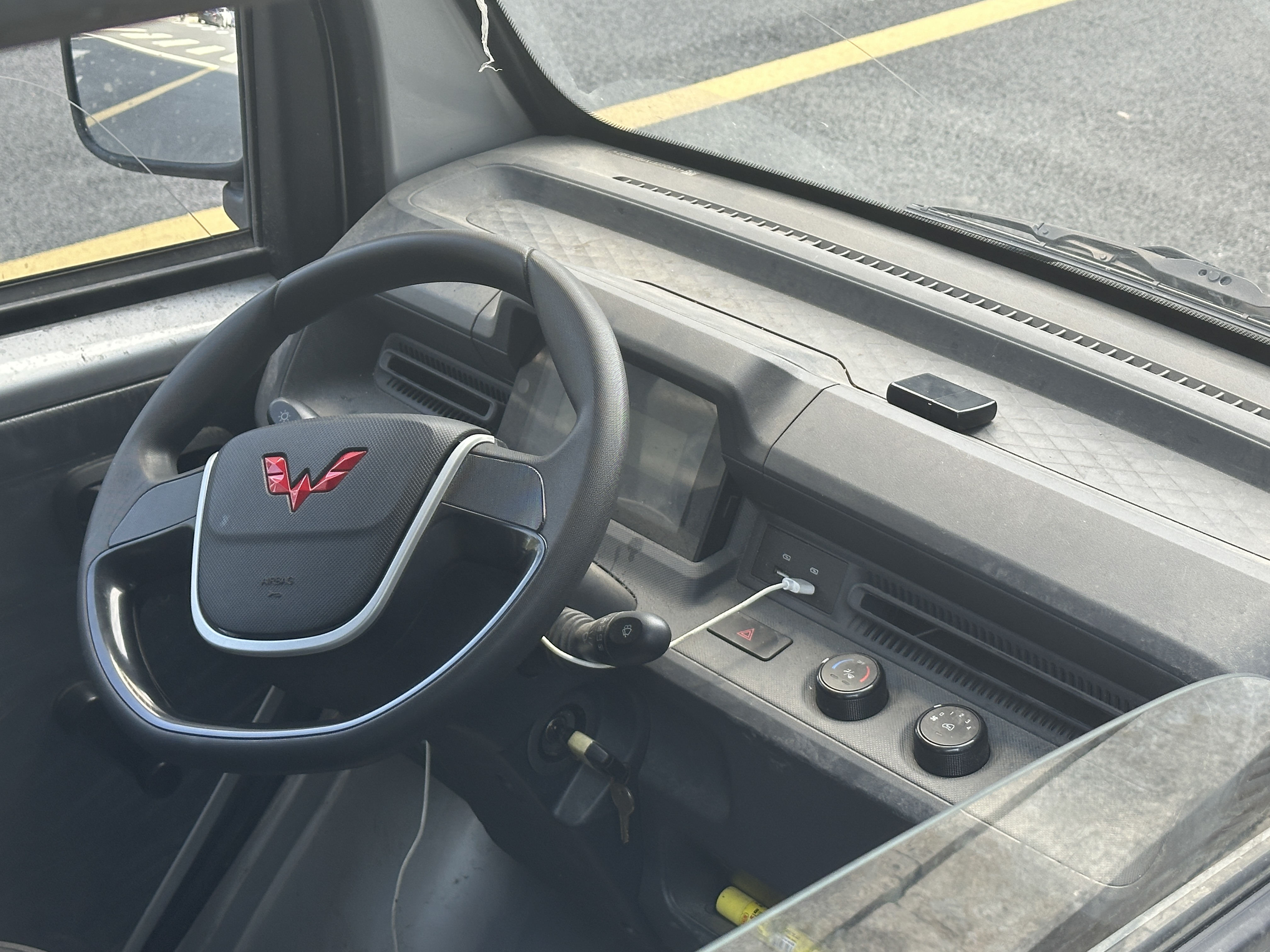
Wuling E10 - kokpit

W listopadzie 2022 Wuling przedstawił kolejny mikrosamochód, tym razem o nietypowej koncepcji pojazdu dostawczego. E10 zyskał wąskie na 1,08 metra nadwozie mogące pomieścić tylko kierowcę, które wyróżniło się charakterystycznym kanciastym wzornictwem i niewielkimi kołami. Prosta, minimalistyczna deska rozdzielcza zyskała jedynie niewielki, monochromatyczny wyświetlacz przed kierownicą oraz dwa fizyczne przełączniki manualnej klimatyzacji na prawo od kierowcy. 
Za kabiną pasażerską umieszczono przedział transportowy o pojemności 1,7 metra sześciennego pod postacią na stałe przymocowanej skrzyni o regularnym, foremnym kształcie. Dostęp do niej umożliwiono nie tylko poprzez tylne skrzydłowe drzwi, ale i taką samą parę umieszczoną z boku pojazdu. Przy relatywnie niewielkiej wadze 620 kilogramów, ładowność Wulinga E10 wyniosła 200 kilogramów, z kolei dzięki niewielkim wymiarom promień skrętu wyniósł 4,3 metra.

### Sprzedaż
Wuling E10 został zbudowany wyłącznie z myślą o wewnętrznym, chińskim rynku. Początkowo, przez pierwszy rok sprzedaż była prowadzona w limitowanej puli tylko dla przedsiębiorstw, by w sierpniu 2023 uruchomić nieograniczoną dystrybucję i włączyć niewielki mikrosamochód do regularnego portfolio Wulinga. Najtańszy wariant wyceniono wówczas na 36 800 juanów.

### Dane techniczne
Do napędu Wulinga E10 wykorzystany został w pełni elektryczny układ tworzony przez silnik o mocy 29 KM, którego prędkość maksymalną ograniczono do 70 km/h. Niewielka bateria o pojemności 9 kWh ma według producenta pozwolić na przejechanie do 150 kilometrów na jednym ładowaniu przy średniej prędkości 40 km/h w miejskich warunkach.